# 샤론 와이어트
샤론 와이어트(Sharon Wyatt, 1953년 2월 13일 ~ )는 미국의 배우, 텔레비전 배우, 영화배우이다.
레버넌에서 태어났다.

## 영화
- 메이킹 베이비 (1999년)
- 폭력 교실 1999 (1989년)
- 코만도 (1985년) - 레슬리 역